# Skórcz (gemeente)
De gemeente Skórcz is een landgemeente in het Poolse woiwodschap Pommeren, in powiat Starogardzki.
De gemeente bestaat uit 11 administratieve plaatsen solectwo: Barłożno, Czarnylas, Mirotki, Miryce, Pączewo, Ryzowie, Skórcz-Kranek, Wielbrandowo, Wielki Bukowiec, Wolental, Wybudowanie Wielbrandowskie
De zetel van de gemeente is in Skórcz.
Op 30 juni 2004 telde de gemeente 4536 inwoners.

## Oppervlakte gegevens
In 2002 bedroeg de totale oppervlakte van gemeente Skórcz 96,63 km², waarvan:
- agrarisch gebied: 76%
- bossen: 16%

De gemeente beslaat 7,18% van de totale oppervlakte van de powiat.

## Demografie
Stand op 30 juni 2004:
| Omschrijving                   | Totaal | Totaal | Vrouwen | Vrouwen | Mannen | Mannen |
| ------------------------------ | ------ | ------ | ------- | ------- | ------ | ------ |
| eenheid                        | aantal | %      | aantal  | %       | aantal | %      |
| inwoners                       | 4536   | 100    | 2244    | 49,5    | 2292   | 50,5   |
| bevolkingsdichtheid (inw./km²) | 46,9   | 46,9   | 23,2    | 23,2    | 23,7   | 23,7   |

In 2002 bedroeg het gemiddelde inkomen per inwoner 1262,8 zł.

## Aangrenzende gemeenten
Bobowo, Lubichowo, Morzeszczyn, Osiek, Skórcz, Smętowo Graniczne